# ヨナス・スヴェンソン
ヨナス・スヴェンソン（Jonas Svensson、1993年3月6日 - ）は、ノルウェー・ヴァルダール出身のサッカー選手。ポジションはDF。ノルウェー代表。

## クラブ経歴
2008年、レヴァンゲールFKでプロキャリアをスタートさせる。
2009年8月6日、ローゼンボリBKに移籍した。
2017年1月30日、エールディヴィジのAZアルクマールに移籍した。
2021年7月10日、アダナ・デミルスポルに移籍した。